# Леш, Гаральд
Гаральд Леш (нем. Harald Lesch; род. 28 июля 1960 года, г. Гиссен) — немецкий физик, астроном, философ и телеведущий.

## Биография
Изучал физику в университете Бонна и защитился на степень кандидата наук там же в 1987 году.
В 1988—1991 годах он был младшим научным сотрудником при обсерватории Хайдельберг-Кёнигсштуль.
В 1992 был приглашённым профессором в университете Торонто.
В 1994 он назначал доцентом в Боннский университет.
Гаральд Леш с 1995 является профессором теоретической астрофизики в институте астрономии и астрофизики при университете Людвига-Максимилиана в Мюнхене. Кроме того, он преподаёт философию в институте философии.
С 1998 выступает в качестве телеведущего передач «Alpha Centauri» («Альфа Центавра») и «Annäherungen an Albert Einstein» («сближение с Альбертом Эйнштейном») на Баварском телевидении.
Он известен, кроме того, своей передачей «Леш и компания», в которой он беседует с профессорами философии и по передаче «От Альфы до Омеги», в которой он обсуждает с теологами физические и теологические модели.
Леш знакомит обывателя с комплексными физическими понятиями словами понятными для массовой публики.
Гаральд Леш — консультант по астрофизике при DFG (Немецком научно-исследовательском обществе) и член Астрономического общества.
Среди его наград Urania-Medaille (2012).